# Parabola (пісня)
«Parabola» (укр. Парабола) — пісня американського рок-гурту Tool, другий сингл з альбому Lateralus 2001 року.

## Про пісню
«Parabol» та «Parabola» — це дві пісні з альбому Lateralus, що йдуть одна за одною. Спокійну «Parabol» можна вважати своєрідним вступом до більш агресивної та важкої «Parabola»; обидва треки також розглядаються як дві частини одної епічної композиції. Музичний жанр «Parabola» є близьким до прогресивного металу. Композиція складається з декількох частин — куплету, прехорусу, приспіву та коди, — і закінчується чистим гітарним звучанням, схожим на початок композиції. Вона виконується в незвичному гітарному строї BEDGBE, із п'ятою та шостою струнами, заниженими на п'ять півтонів, ніби це не шестиструнна, а семиструнна електрична гітара без п'ятої струни.
В тексті описуються відчуття людини, яка розуміє, що тіло — це лише фізична оболонка для душі. Назва «Парабола» має двозначний змість: з одного боку, вона означає симетричну криву, і відсилання до математики зустрічається на альбомі не вперше — так, чільна композиція «Lateralus» побудована за допомогою послідовності Фібоначчі; з іншого боку, в літературі «парабола» — це повчальна розповідь. Як в першій, так і в другій частині пісні повторюється фраза «Це тіло тримає мене, нагадуючи, що я не один. Це тіло дає мені відчуття вічності. Весь цей біль — ілюзія».
Десятихвилинний кліп на «Parabol» / «Parabola» знятий, як і більшість попередніх відео Tool, гітаристом гурту Адамом Джонсом. Цього разу він вперше співпрацював з художником Алексом Греєм, який створюватиме графічні концепції для Tool протягом наступних десятиліть. В першій частині показано три фігури в костюмах, які розрізають невідомий фрукт, після чого кружляють навколо круглого столу, а з їхніх ртів витікає чорна речовина. Героями другої частині відео є «людина з антенами», яку зіграв співак Tricky, та маленька жива істота в оболонці, що вмирає від загадкових повітряних куль. Кліп закінчується яскравим зображенням людини, в якої з'являється «третє око». 

## Місця в хіт-парадах
| Хіт-парад (2002)                    | Найвища Позиція |
| ----------------------------------- | --------------- |
| США (Alternative Songs) (Billboard) | 31              |
| США (Mainstream Rock) (Billboard)   | 10              |